# Cedric Gondo
Diomandè Yann Cedric Gondo (Divo, 25 novembre 1996) è un calciatore ivoriano con cittadinanza italiana, attaccante della Reggiana.

## Biografia
Nato a Divo, in Costa d’Avorio, a 7 anni si è trasferito con la famiglia nel comune trevigiano di Casier.
È noto per aver partecipato ad entrambe le stagioni del docu-reality di MTV Calciatori - Giovani speranze, quando indossava la maglia della Primavera della Fiorentina.

## Caratteristiche tecniche
In grado di svariare su tutto il fronte offensivo, Gondo è un centravanti possente fisicamente, agile nei movimenti, efficace nel gioco aereo, che predilige attaccare la profondità.

## Carriera
Muove i primi passi nelle giovanili della Fiorentina. Nel 2015 passa in prestito con diritto di riscatto alla Ternana, in Serie B. Esordisce tra i professionisti il 6 settembre contro il Trapani. Mette a segno la sua prima rete con le Fere il 12 dicembre contro il Como. Termina la stagione con 2 reti in 25 presenze.
Nel 2016 viene ingaggiato dall'Asteras Tripolīs nel campionato greco.
Nel 2019 – dopo alcune esperienze in Serie C a Teramo e Rieti – viene acquistato dalla Lazio, che lo cede in prestito alla Salernitana. Partito come riserva, riesce gradualmente a ritagliarsi un posto da titolare sotto la guida di Ventura, segnando 6 reti –  tra cui la rete che consente ai granata di imporsi 2-1 nel derby contro la Juve Stabia –  e mettendo a referto 9 assist. La stagione successiva mette a segno 5 cinque reti – inclusa la sua prima doppietta in B contro il Venezia – contribuendo al ritorno in Serie A dei granata dopo 22 anni. Dopo aver risolto il contratto con la Lazio, firma un nuovo accordo proprio con la Salernitana. e fa il suo esordio in Serie A contro l'Atalanta. Mette a segno la sua prima rete in Serie A il 22 settembre contro il Verona (2-2).
Nel 2022 viene acquistato dalla Cremonese. Mette a segno la sua prima ed unica rete con i grigiorossi il 15 febbraio nella gara vinta 3-1 contro il Parma.
Nel 2022 la Cremonese lo gira in prestito all'Ascoli. Trova la prima rete con i marchigiani il 20 agosto su calcio di rigore, contro la SPAL (1-1). Il 27 agosto mette a segno una tripletta – la prima in carriera – allo Stadio Renzo Barbera nel successo esterno per 2-3 contro il Palermo.
Il 30 agosto 2023 viene ceduto in prestito alla Reggiana. e
Il 23 settembre, alla prima da titolare contro lo Spezia, realizza le prime due reti in maglia granata.

## Statistiche

### Presenze e reti nei club
Statistiche aggiornate al 15 agosto 2025.
| Stagione                | Squadra                 | Campionato              | Campionato | Campionato | Coppe nazionali | Coppe nazionali | Coppe nazionali | Coppe continentali | Coppe continentali | Coppe continentali | Altre coppe | Altre coppe | Altre coppe | Totale | Totale | Totale |
| Stagione                | Squadra                 | Comp                    | Pres       | Reti       | Comp            | Pres            | Reti            | Comp               | Pres               | Reti               | Comp        | Pres        | Reti        | Pres   | Reti   |        |
| ----------------------- | ----------------------- | ----------------------- | ---------- | ---------- | --------------- | --------------- | --------------- | ------------------ | ------------------ | ------------------ | ----------- | ----------- | ----------- | ------ | ------ | ------ |
| 2015-2016               | Ternana                 | B                       | 25         | 2          | CI              | -               | -               | -                  | -                  | -                  | -           | -           | -           | 25     | 2      |        |
| 2016-2017               | Asteras Tripolīs        | SL                      | 7          | 1          | CG              | -               | -               | -                  | -                  | -                  | -           | -           | -           | 7      | 1      |        |
| 2017-gen. 2018          | Asteras Tripolīs        | SL                      | 8          | 1          | CG              | 1               | 0               | -                  | -                  | -                  | -           | -           | -           | 9      | 1      |        |
| Totale Asteras Tripolīs | Totale Asteras Tripolīs | Totale Asteras Tripolīs | 15         | 2          |                 | 1               | 0               |                    | -                  | -                  |             | -           | -           | 16     | 2      |        |
| gen.-giu. 2018          | Teramo                  | C                       | 14         | 0          | CI-C            | -               | -               | -                  | -                  | -                  | -           | -           | -           | 14     | 0      |        |
| ott. 2018-2019          | Rieti                   | C                       | 30         | 8          | CI-C            | -               | -               | -                  | -                  | -                  | -           | -           | -           | 30     | 8      |        |
| ago. 2019               | Rieti                   | C                       | 1          | 1          | CI-C            | 1               | 0               | -                  | -                  | -                  | -           | -           | -           | 2      | 1      |        |
| Totale Rieti            | Totale Rieti            | Totale Rieti            | 31         | 9          |                 | 1               | 0               |                    | -                  | -                  |             | -           | -           | 32     | 9      |        |
| set. 2019-2020          | Salernitana             | B                       | 26         | 6          | CI              | -               | -               | -                  | -                  | -                  | -           | -           | -           | 26     | 6      |        |
| 2020-2021               | Salernitana             | B                       | 27         | 5          | CI              | 1               | 0               | -                  | -                  | -                  | -           | -           | -           | 28     | 5      |        |
| set. 2021-gen. 2022     | Salernitana             | A                       | 14         | 1          | CI              | 1               | 0               | -                  | -                  | -                  | -           | -           | -           | 15     | 1      |        |
| Totale Salernitana      | Totale Salernitana      | Totale Salernitana      | 67         | 12         |                 | 2               | 0               |                    | -                  | -                  |             | -           | -           | 69     | 12     |        |
| gen.-giu. 2022          | Cremonese               | B                       | 15         | 1          | CI              | -               | -               | -                  | -                  | -                  | -           | -           | -           | 15     | 1      |        |
| 2022-2023               | Ascoli                  | B                       | 34         | 7          | CI              | 1               | 0               | -                  | -                  | -                  | -           | -           | -           | 35     | 7      |        |
| 2023-2024               | Reggiana                | B                       | 31         | 6          | CI              | 1               | 0               | -                  | -                  | -                  | -           | -           | -           | 32     | 6      |        |
| 2024-2025               | Reggiana                | B                       | 33         | 7          | CI              | 1               | 0               | -                  | -                  | -                  | -           | -           | -           | 34     | 7      |        |
| 2025-2026               | Reggiana                | B                       | 0          | 0          | CI              | 1               | 1               | -                  | -                  | -                  | -           | -           | -           | 1      | 1      |        |
| Totale Reggiana         | Totale Reggiana         | Totale Reggiana         | 64         | 13         |                 | 3               | 1               |                    | -                  | -                  |             | -           | -           | 67     | 14     |        |
| Totale carriera         | Totale carriera         | Totale carriera         | 265        | 46         |                 | 8               | 1               |                    | -                  | -                  |             | -           | -           | 273    | 47     |        |